# Habib Keïta
Habib Keïta, né le 5 avril 2002 à Bamako, est un footballeur malien qui évolue au poste de milieu central au Clermont Foot.

## Biographie

### Débuts et formation
Habib Keïta, né le 5 avril 2002 à Bamako, débute le football dans son pays natal aux côtés du JMG Bamako. Il s'engage à l'Olympique lyonnais en 2021 pour le montant d'un million d'euros auquel pourraient s’ajouter des incentives pour un montant maximum de 1,5 M€ ainsi qu’un intéressement de 30 % sur la plus-value réalisée sur des opérations futures avec le joueur.
Il évolue dans un premier temps avec l'équipe réserve, en National 2, où il dispute un total de 17 matchs pour 2 buts.

### Olympique lyonnais
Il fait ses débuts professionnels pour Lyon le 8 mai 2021, remplaçant Lucas Paquetá lors d'une victoire 4-1 à domicile en Ligue 1 contre le FC Lorient.
Le 9 décembre 2021, lors de la sixième journée d'Europa League contre les Glasgow Rangers, Habib Keïta dispute sa première titularisation avec Les Gones, (match nul 1-1).

### Prêt au KV Courtrai
Le 25 juin 2022, Habib est prêté sans option d’achat en Jupiler Pro League au  KV Courtrai, pour une saison. Le 23 juillet 2022, Keïta effectue son premier match avec les Kerels contre le Oud-Heverlee Louvain (défaite 2-0).
Le 20 décembre 2022, en huitièmes de finale de Croky Cup contre le Oud-Heverlee Louvain, Habib Keïta inscrit son premier but avec le KV Courtrai, (victoire 3-1).

### Clermont Foot
Le 4 juillet 2023, Habib est transféré au Clermont Foot pour un montant de 1,2 M€, auquel pourra s’ajouter 1 M€ de variable ainsi un intéressement de 20 % sur la plus-value d'un éventuel futur transfert, il paraphe un contrat de quatre ans avec les Rouge et Bleu, soit jusqu’en juin 2027,. Il fait ses débuts pour le Clermont Foot le 17 septembre 2023, remplaçant Maxime Gonalons lors d'une défaite 1-0 à domicile en Ligue 1 contre le FC Nantes. Le 6 avril 2024, lors de la 28e journée de Ligue 1 contre le Paris Saint-Germain, Habib Keïta inscrit son premier but avec le Clermont Foot, (match nul 1-1).
Habib Keïta joue 12 matchs de la Ligue 2 la saison 2024-25 ayant inscrit 1 but et délivrant 2 passes décisives, sa valeur marchande est évaluée à 1 million d'euros.